# Эполетная кошачья акула
Эполетная кошачья акула (лат. Hemiscyllium hallstromi) — вид семейства азиатских кошачьих акул отряда воббегонгообразных. Они обитают в западной части Тихого океана на глубине до 15 м. Максимальный зарегистрированный размер 77 см. У этих акул удлинённое тело жёлто-коричневого цвета, покрытое многочисленными тёмными пятнами. Над грудными плавниками имеются характерные круглые отметины в виде «эполет». Они размножаются, откладывая яйца. Не представляют интереса для коммерческого рыбного промысла. 

## Таксономия
Вид впервые научно описан в 1967 году. Синтипы: самцы длиной 73 см и 76,5 см. Вид назван в честь Эдварда Холлстрома, спонсора и председателя зоопарка Таронга, Австралия.
.  

## Ареал
Эполетные кошачьи акулы являются эндемиками залива Папуа. Эти акулы встречаются в прибрежных тропических водах на коралловых рифах на глубине до 15 м.

## Описание
Капюшон на голове от рыла до жабр отсутствует. Вентральная поверхность головы у взрослых акул ровного светлого цвета. Рыло до глаз без отметин. Чёрные «эполеты» над грудными плавниками крупные, чётко очерченные, в виде окантованных белым цветом «глазков»,  заднюю половину основной отметины окружают два или три дополнительных круглых или овальных тёмных пятен. На плавниках и на теле нет белых пятен. Тело и непарные плавники покрыты  мелкими и крупными отметинами, иногда сопоставимыми по размерам с основными «эполетами». Эти пятна не образуют сложную тёмную сеть на светлом фоне. Периферийная часть грудных и брюшных плавники у молодых акул почти чёрная, а у взрослых  темнее основного фона, по краю пролегает тонкая белая окантовка. У молодых акул хвост покрыт седловидными отметинами, перекрещивающимися на вентральной части туловища. 
У этих акул довольно удлинённое тонкое тело с коротким рылом, предротовое расстояние составляет менее 3 % длины тела. Ноздри расположены на кончике рыла. Они обрамлены короткими усиками, длина которых менее 1,3 % длины тела. Рот расположен перед глазами и сдвинут ближе к кончику рыла. Нижние губные складки не соединяются на подбородке кожной складкой. Преджаберное расстояние составляет менее 13 % длины тела. Позади глаз имеются брызгальца. Дистанция между анальным отверстием и началом основания анального плавника свыше 38 % длины тела. Грудные и брюшные плавники толстые и мускулистые. Шипы у основания спинных плавников отсутствуют. Спинные плавники одинакового размера, сдвинуты назад. Основание первого спинного плавника расположено позади основания брюшных плавников. Хвостовой стебель очень длинный. Длинный анальный плавник расположен непосредственно перед хвостовым плавником. Хвостовой плавник асимметричный, удлинённый, у края верхней лопасти имеется вентральная выемка, нижняя лопасть неразвита. 

## Образ жизни
Эполетные кошачьи акулы размножаются, откладывая яйца. Максимальная зарегистрированная длина 77 см. Самцы достигают половой зрелости при длине 48—64 см. Самый маленький живой экземпляр был длиной 18,8 см.

## Взаимодействие с человеком
Вид не является объектом коммерческого рыбного промысла. Ограниченный ареал делает этих акул чувствительными к ухудшению условий окружающей среды. Международный союз охраны природы присвоил этому виду статус сохранности «Уязвимый». 